# A Nation Once Again
A Nation Once Again is een lied, geschreven rond 1840 door Thomas Osbourne Davis (1814-1845). Davis was de grondlegger van een Iers weekblad dat de onafhankelijkheid van Ierland nastreefde.
Het lied is een goed voorbeeld van het "Ierse rebel-muziek"-subgenre (hoewel het geen gesneuvelde Ierse vrijheidsstrijders verheerlijkt, of de Engelse bezetters belastert zoals zo veel rebelliedjes wel doen). De verteller in het lied droomt van een tijd waarin Ierland, zoals de titel het al zegt, een vrij land zal zijn. De tekst maant de Ieren aan om op te komen en te vechten voor hun land: "And righteous men must make our land a nation once again".
Het lied is door vele Ierse zangers en groepen opgenomen, onder anderen John McCormack, de Clancy Brothers, The Dubliners, de Wolfe Tones in 1964 (een groep met duidelijk Republikeinse trekjes), en de Irish Tenors (John McDermott, Ronan Tynan en Anthony Kearns).
In 2002 werd "A Nation Once Again" tot het meest populaire deuntje van de wereld uitgeroepen in de "BBC World Service Poll", en daarmee liet het favorieten zoals "Vande Mataram" en "Dil Dil Pakistan" achter zich.
When boyhood's fire was in my blood
I read of ancient freemen,
For Greece and Rome who bravely stood,
Three hundred men and three men;
And then I prayed I yet might see
Our fetters rent in twain,
And Ireland, long a province, be.
A Nation once again!
A Nation once again,
A Nation once again,
And lreland, long a province, be
A Nation once again!
And from that time, through wildest woe,
That hope has shone a far light,
Nor could love's brightest summer glow
Outshine that solemn starlight;
It seemed to watch above my head
In forum, field and fane,
Its angel voice sang round my bed,
A Nation once again!
It whisper'd too, that freedom's ark
And service high and holy,
Would be profaned by feelings dark
And passions vain or lowly;
For, Freedom comes from God's right hand,
And needs a Godly train;
And righteous men must make our land
A Nation once again!
So, as I grew from boy to man,
I bent me to that bidding
My spirit of each selfish plan
And cruel passion ridding;
For, thus I hoped some day to aid,
Oh, can such hope be vain?
When my dear country shall be made
A Nation once again!